# I (The Mission)
I è il primo EP della band The Mission, pubblicato nel 1986 anche in versione singolo contenente solamente due tracce.

## Tracce

### Versione Standard
1. Serpents Kiss – 4:10
2. Naked And Savage – 4:41
3. Wake (RSV) – 4:58

### Singolo
1. Serpents Kiss – 4:10
2. Wake (RSV) – 4:58

## Formazione
- Wayne Hussey – voce, chitarra
- Simon Hinkler – chitarra
- Craig Adams – basso
- Mick Brown – batteria